# Venceslas III (roi de Bohême)
Pour les articles homonymes, voir Venceslas III.
Venceslas III (en tchèque Václav III., en polonais Wacław III ( audio), en hongrois III. Vencel, en allemand Wenzel III.), né le 6 octobre 1289 et décédé le 4 août 1306 à Olomouc, est un prince de la dynastie des Přemyslides, fils du roi Venceslas II de Bohême et de Judith de Habsbourg. Il est roi de Hongrie de 1301 à 1305, ainsi que roi de Bohême et roi de Pologne de 1305 jusqu'à sa mort.
Son assassinat en 1306 marque l'extinction de la lignée royale des Přemyslides en Bohême.

## Biographie
Venceslas III est le seul fils de Venceslas II (1271-1305), roi de Bohême depuis 1278, et de sa première épouse Judith (1271-1297), fille de Rodolphe Ier, roi des Romains. 
Son père est intervenu dans les luttes de pouvoir au sein du royaume de Pologne fragmenté ; après le meurtre de Przemysl II en 1296, il occupe certaines parties de la Grande-Pologne et de la Cujavie. Grâce au soutien de Jan Muskata, évêque de Cracovie, il finalement réussit à se faire couronner roi de Pologne par Jakub Świnka, archevêque de Gniezno, le 25 juillet 1300. En 1303, il épouse la fille de Przemysl II, Élisabeth Ryksa.

### Roi de Hongrie

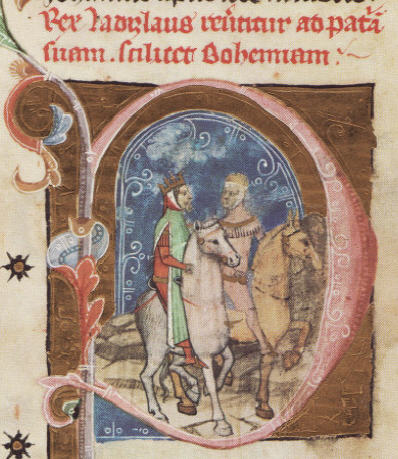
Venceslas quitte la Hongrie, Chronica Hungarorum (XIVe siècle).

Le 12 février 1298 déjà, à l'âge de huit ans, Venceslas III devient le fiancé d'Élisabeth, seule fille du roi André III de Hongrie. Après la mort du dernier représentant de la lignée des Árpád, soutenu par son père et par la plus grande partie des magnats, il est couronné roi de Hongrie le 27 août 1301 à Székesfehérvár, sous le nom de Ladislas V (en hongrois V. László). Bien que la Diète hongroise reconnaissait son règne souverain, très vite, il doit faire face à une virulente opposition d'un autre prétendant au trône, Charles Robert d'Anjou, couronné roi le 13 mai à Esztergom, et de ses partisans. 
Après que le pape Boniface VIII a déclaré Charles Robert souverain légitime, Venceslas III doit quitter Buda pour la Bohême en 1304, malgré l’aide militaire apportée par son père, chargeant un gouverneur de le représenter en Hongrie. Lorsqu'une guerre civile sévissait dans le pays, son père demanda donc l'assistance d'Albert de Habsbourg, roi des Romains ; néanmoins, les négociations ont échoué. N’ayant plus aucune autorité dans le pays, il abdique le 6 décembre 1305 au profit d’un troisième prétendant, le duc Othon III de Bavière (« Béla V »).

### Roi de Bohême et de Pologne
Lorsque son père décède le 21 juin 1305 des suites d'une longue maladie, il hérite des trônes de Bohême et de Pologne. Impopulaire en Bohême, il doit aussi affronter une forte opposition en Pologne, menée par les ducs Ladislas Ier le Bref et Henri III de Głogów qui ont profité de l'implication des Přemyslides dans les conflits en Hongrie. 
Ladislas le Bref, avec l’aide des magnats hongrois, prend le contrôle de Cracovie en Petite-Pologne tandis qu’Henri de Głogów s’empare de la Grande-Pologne. Le 8 août 1305, Venceslas III cède la Poméranie orientale aux margraves Valdemar et Hermann Ier de Brandebourg, pour s’assurer de leur soutien.
Après la rupture des fiançailles avec Élisabeth de Hongrie, Venceslas III épouse Viola Élisabeth, fille du duc Mieszko de Cieszyn le 5 octobre 1305.

### Décès et succession
En route vers la Pologne pour revendiquer la couronne, à la tête d’une armée, il est assassiné à Olomouc dans le palais épiscopal le 4 août 1306 dans des circonstances obscures. Enterré dans la cathédrale Saint-Venceslas d'Olomouc, son corps est ensuite placé dans son tombeau définitif à la sépulture de l'abbaye de Zbraslav. Avec sa disparition s’éteint aussi la dynastie des Přemyslides en ligne masculine.
À la suite de la disparition des Přemyslides, Albert de Habsbourg insiste sur le fait que le royaume de Bohême n’est qu’un fief du Saint-Empire et proclame son fils Rodolphe III roi, ce qui déclenche une guerre de cinq ans entre les Habsbourg et Henri de Goritz, l'époux de la sœur de Venceslas III, Anne de Bohême. En Pologne, profitant de la situation confuse, Ladislas Ier le Bref accède au pouvoir, faisant plier les patriciens de Cracovie et l’évêque Jan Muskata.